# Zilupe
Zilupe (dt.: Rosenau; russisch Розеново, Rosenowo) ist eine Stadt in der Region Lettgallen im Osten Lettlands an der russischen Grenze. 2022 hatte sie 1.288 Einwohner.

## Geschichte

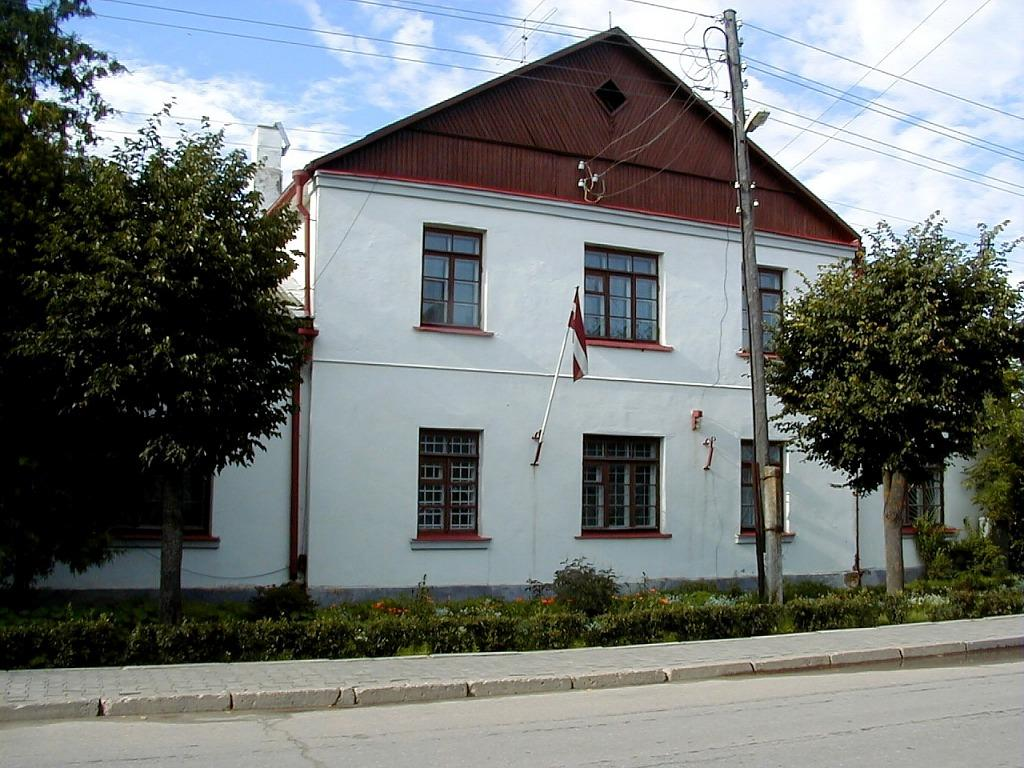
Gebäude der Stadtverwaltung von Zilupe

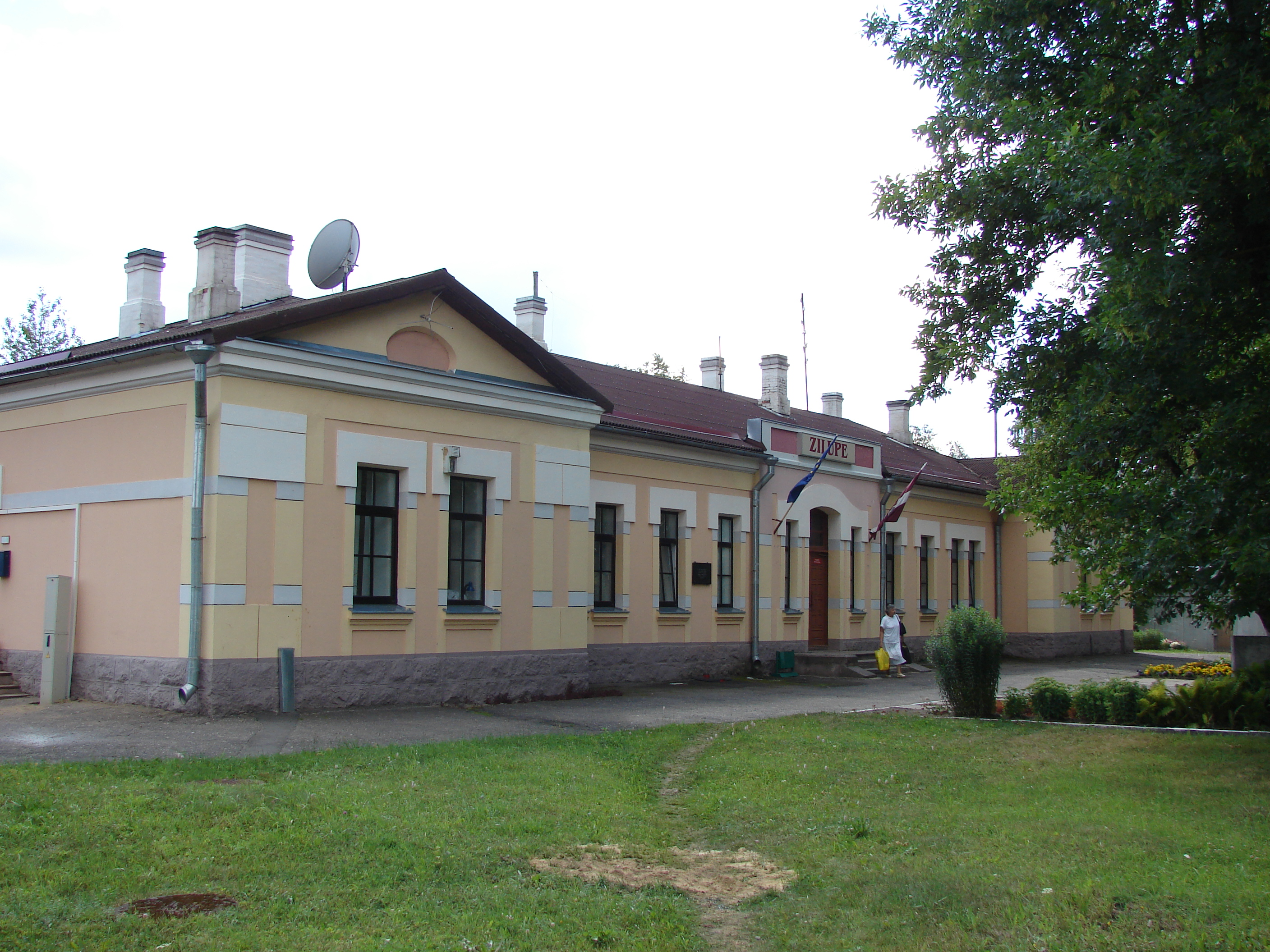
Bahnhof Zilupe

Der deutsche Ortsname stammt von der Familie Rosen, die hier Landbesitz hatte. Mit Aufnahme des Eisenbahnverkehrs auf der Strecke Krustpils–Moskau wurde auch der Bahnhof „Rosenowskaja“ (Розеновская) 1901 eröffnet. Am linken Ufer der Zilupe entstand bald eine Ansiedlung von Eisenbahnern, Hilfsarbeitern und Händlern. 1908 gab es bereits einen Dorfschulzen sowie Polizeiposten, Schule und Postamt.
Der Erste Weltkrieg unterbrach die weitere Entwicklung. Die Eisenbahnbrücke wurde beim Einmarsch der Deutschen Armee gesprengt. Nach Kriegsende marschierten bolschewistische Truppen im Gebiet Lettlands ein. Im Januar 1920 beendete eine Offensive der verbündeten lettischen und polnischen Streitkräfte die Sowjetherrschaft in Zilupe. Die dort eingesetzten Truppen blieben am Fluss Zilupe (russ:Сінюха) stehen, der in den noch geheimen Friedensverhandlungen (Friede von Riga 1920) die neue Grenze bilden sollte.
Als Teil des selbständigen Lettlands begann für Zilupe ein neuer Aufschwung. Bis 1924 bestand am Grenzübergang ein Umschlagplatz, an dem Edelmetalle aus der Sowjetunion gegen Warenlieferungen (vor allem Lebensmittel) aus Lettland getauscht wurden. Von Zilupe aus erfolgte dann der Weitertransport der Metalle (meist Gold und Silber) nach Riga. 1931 erhielt Zilupe Stadtrecht. Die Einwohner lebten hauptsächlich von Handel, Landwirtschaft und Handwerk. Es gab auch eine Aktiengesellschaft, die Wassermühlen mit Elektrogeneratoren und ein Sägewerk betrieb.
Im Juni 1940 marschierte die Rote Armee ein und im Juli 1941 die deutsche Wehrmacht. Am 17. Juli 1944 wurde Zilupe erneut sowjetisch. Auch die Einwohner Zilupes waren von Inhaftierungen und Deportationen durch den NKWD betroffen.
Von 1949 bis 1959 war Zilupe Kreisstadt. Die größten Arbeitgeber bis 1990 waren eine Fabrik für Metallbearbeitung und Metallwaren (darunter Kinderschlitten), eine Näherei und eine Brotfabrik.
Bei Zilupe befindet sich ein Eisenbahngrenzübergang und ein Grenzübergang im Verlauf der Europastraße 22, die in Lettland als A12 und in Russland als M9 geführt wird. Beide Strecken verbinden die Hauptstädte Moskau und Riga.
Die katholische Herz-Jesu-Kirche von Zilupe, ein doppeltürmiger Holzbau, wurde 1883 in Railpole (Gemeinde Nirza, Bezirk Ludza) erbaut. Als sie dort einem Ersatzbau weichen musste, wurde sie abgebaut und 1932 in Zilupe neu errichtet.
Von 2002 bis 2021 war Zilupe Hauptort eines gleichnamigen Bezirks, der anschließend im Bezirk Ludza aufging.